# 宮田孝誠
宮田 孝誠（みやた こうせい、1959年7月26日 - ）は、高知県出身のプロゴルファー。

## 来歴
1973年に14歳でゴルフを始め、1985年にプロテストで合格。
1990年の山口オープンでは塩田昌宏・池原厚・江本光と並んでの5位タイに入った。
1991年の中四国オープンでは4日間一度も首位を譲らず、倉本昌弘・重信秀人・奥田靖己・河村雅之・坂本義一を抑えて優勝。
1993年のキャスコ岡山オープンでは山本己沙雄・吉野展弘・松永一成・原克己・堀川昌利・十亀賢二・田中文雄を抑えて優勝。
1985年から松永カントリークラブでプロ・アマ・研修生により行われている「ミッドサマーオープン」では1991年に秋富由利夫・渡辺司に次ぐ5位に入り、1994年には渡辺・十亀・堀川・秋富を抑えて優勝。
1997年の日本オープンを最後にレギュラーツアーから引退し、1999年の中四国オープンでは8位タイに入った。
プロ入り前からグリップ交換やパターネックを捻ってはフェースの向きとシャフトとソールの向き等を覚えたほか、パーシモンヘッドでの研磨・シャフト交換でクラフトマンの真似事を開始し、現役時代からツアーバスでの調整では満足せず、自身でのクラブ調整等を手がけていた。
身体の故障で長年、自身のゴルフ活動を休んでいたが、2018年1月に日本プロゴルフ協会会員を退会。
現在は地元・高知でレッスン活動、自身が設立した「ゴルフ工房 ゴルフ研究所」で元プロとしてクラブの研究と修理・チューンナップを手がけている。

## 主な優勝
- 1990年 - 岡山オープン
- 1991年 - 中四国オープン、安芸オープン
- 1993年 - 長船オープン、岡山オープン
- 1994年 - ミッドサマーオープン、徳島オープン